# Olga Broumas
Olga Broumas (Ermoupoli, 6 de mayo de 1949) es una poeta griega residente en los Estados Unidos.

## Biografía
Nacida y criada en Grecia, Broumas ganó una beca Fullbright para estudiar en Estados Unidos, en la Universidad de Pensilvania. Obtuvo una licenciatura en arquitectura. Posteriormente obtuvo un máster en escritura creativa por la Universidad de Oregón. 
Su primera colección de poemas, comenzando con O, comprende poemas homoeróticos a sus amantes.
Broumas fue seleccionada por Stanley Kunitz para la competición Yale Younger Poets Series en 1977. En 1977, siendo el primer autor no nativo de habla inglesa en recibir este premio. Entre otros honores recibió una Beca Guggenheim y una beca de la National Endowment for the Arts. Ha sido poeta residente y directora del departamento de escritura creativa de la Universidad Brandeis desde 1995. Suele pasar los veranos en Cabo Cod, lugar donde en los años 1980 fundó y dio clases en una escuela de artistas femenina llamada Freehand, Inc.
Fue también traductora al inglés de Odysseas Elytis

### Colecciones
- Beginning with O (Yale, 1977).
- Soie Sauvage (Copper Canyon Press, 1979).
- Pastoral Jazz (Copper Canyon Press, 1983).
- With Jane Miller: Black Holes, Black Stockings (Wesleyan, 1985).
- Perpetua (Copper Canyon Press, 1989).
- With T. Begley:  Sappho’s Gymnasium (Copper Canyon Press, 1994).
- Rave: Poems, 1975-1999 (Copper Canyon Press, 1999).